# James Bodrero
James Bodrero ou Jim Bodrero (6 juillet 1900 - 6 février 1980, San Francisco, Californie) est un animateur et scénariste américain ayant travaillé au sein des Studios Disney.

## Filmographie
- 1934 : White Heat, scénario
- 1940 : Fantasia séquences Symphonie Pastorale et Danse des heures, conception des personnages
- 1941 : Dumbo, conception des personnages
- 1942 : Saludos Amigos, directeur artistique
- 1943 : Victoire dans les airs, scénario
- 1944 : Les Trois Caballeros, scénario
- 1946 : La Boîte à musique, scénario